# Adémar (Angoulême)
Adémar (Aimar, * um 860; † 2. April 930) war Graf von Poitou und Graf von Angoulême.

## Leben
Er war der Sohn von Graf Emenon von Poitou, der Poitiers 839 verlassen musste, 863 Graf von Angoulême wurde und 866 starb, als Adémar noch minderjährig war.
Nachfolger Emenons in Angoulême wurde nicht Adémar, sondern Vulgrin I., der der Stammvater des nun lange regierenden Grafenhauses wurde. Adémar wandte sich, nachdem er erwachsen geworden war, gegen Ebalus Manzer, Graf von Poitou seit 890, den er erfolglos in Aurillac belagerte, wo der junge Graf Zuflucht gesucht hatte. 892 gelang es Adémar, sich der Stadt Poitiers und des Grafentitels zu bemächtigen. Im Sommer 895 wurde er von König Odo in diesem Amt bestätigt, 898 sogar als Graf von Limoges anerkannt. Erst im Jahr 902 gelang es Ebalus Manzer, das Poitou zurückzuerobern.
Adémar floh zu seinem Schwager, dem Grafen Bernhard von Périgueux. 916, nach dem Tod seines anderen Schwagers, Graf Alduin I. von Angoulême, regierte er Angoulême für den jungen Grafen Guillaume II. Taillefer. Er starb am 2. April 930 wurde in Saint-Hilaire-de-Poitiers bestattet.
Adémar war verheiratet mit Sanchia von Angoulême, Tochter von Graf Guillaume I. und seiner Ehefrau Regilindis. Die Ehe blieb kinderlos Sanchia starb am 4. April eines unbekannten Jahres ab 917, aber vor Adémar und wurde in Saint-Cybar in Angoulême bestattet. Ademar von Chabannes berichtet, dass sie einem Mordanschlag durch den Vizegrafen Lambert von Marcillac und dessen Bruder Arnold ausgesetzt war, über dessen Erfolg oder Misserfolg nichts bekannt ist, aber auch, dass Lambert und Arnold von Bernard aus Rache getötet wurden.